# Jonathan Reynolds
Pour les articles homonymes, voir Reynolds et Jonathan.
Jonathan Reynolds est le cofondateur de la maison d'édition Les Six Brumes et un auteur de la littérature d'horreur québécoise.

## Publications
Livres (romans, novellas ou recueil de nouvelles)
- Ombres (roman, éditions Les Six Brumes, 2002)
- Nocturne (roman, éditions Les Six Brumes, 2005)
  - Réédition Éditions Porte-Bonheur, coll. La Clef Noire, 2012
- La légende de McNeil (novella, éditions Les Six Brumes, collection NOVA, 2008)
  - Réédition éditions Les Six Brumes, collection NOVA, novembre 2013
- Silencieuses (recueil, éditions Les Six Brumes, 2008)
- Épitaphes: La fin d'Innstown et de Silent Valley (recueil, Éditions Z'ailées, 2008)  (ISBN 978-2-923574-20-2)
- Épitaphes: 6 histoires à faire frémir (recueil, Éditions Z'ailées, collection Z'Ados, 2008)  (ISBN 978-2-923574-38-7)
- Cris de sang (roman jeunesse, Éditions Z'ailées, collection Zone Frousse, 2009)
- Déguisements à vendre (roman jeunesse, Éditions Z'ailées, collection Zone Frousse, 2009)
- La nuit du tueur (novella, Éditions Z'ailées, collection Série Obzcure, 2010)
- Pages de terreur (roman jeunesse, Éditions Z'ailées, collection Zone Frousse, 2010)
- Mes parents... des monstres? (roman jeunesse, Éditions Z'ailées, collection Zone Frousse, 2011)
- SAM, (novella, collectif AGONIES, Éditions La maison des viscères, 2011)
- Les couloirs de l'éternité (novella, Éditions Porte-Bonheur, collection Clowns vengeurs, 2012)
- Les têtes volantes (roman jeunesse, Éditions Z'ailées, collection Zone Frousse, 2012)
- Horreur en 3D (roman jeunesse, Éditions Z'ailées, collection Zone Frousse, 2013)
- Le rôdeur (en collaboration avec Pierre Labrie, novella, Éditions Andara, collection Sur la route, 2014)
- Terrificorama (roman jeunesse, Éditions Z'ailées, collection Zone Frousse, 2014)
- Les chats de votre oncle (novella, collectif 6, chalet des brumes, hommage aux livres dont vous êtes le héros, Éditions Les Six Brumes, 2014)
- Les Immondes (roman jeunesse, Éditions Z'ailées, collection Zone Frousse, 2015)
- Rydia avec un "L" (novella, collectif ÉCORCHÉ, Éditions La maison des viscères, 2015)
- QAXAA (roman pour adolescents, Éditions Z'ailées, collection Zone Frousse Plus, 2016)
- Crocoman (roman jeunesse, Éditions Z'ailées, collection Zone Frousse, 2016)
- Zombie Burger (roman jeunesse, Éditions Z'ailées, collection Zone Frousse, 2018)
- Deux regards sur l'éternité (série Menvatts) (roman, Éditions ADA, collection Corbeau, 2019)
- Terrible Voisin (roman jeunesse, Éditions Héritage, collection Frissons Sang pour sang québécois, 2019)
- Abîmes (roman, éditions Alire, 2020)
  - Réédition en format de poche (éditions Alire, 2024)
- La Chose au fond de la boîte (roman jeunesse, Édition Z'ailées, collection Zone Frousse, 2020)
- Cendres d'Innstown (omnibus, Éditions Les Six Brumes, 2022)
- Némésis (série Le Corrupteur) (roman, Éditions Corbeau, 2025)
- Le Monstre du lac Memphrémagog (Les Légendes terrifiantes d'ici) (roman pour adolescents, Éditions Scarab, 2025)

Nouvelles (dans des revues, fanzines et recueils)
- Le doute (Trinite Gothik, 2002)
  - repris sous forme de bande dessinée dans Horrifique 66 (Spécial Jonathan Reynolds, 2009)
- Parfum de vengeance (L'Aurore, Les Six Brumes, no 001, 2002)
- Blondes. Rousses. Noires. (Brins d'éternité no 2, 2004)
  - repris dans Épitaphes: La fin d'Innstown et de Silent Valley(éditions Les Z'ailées, 2008)
- L'autre surface (Équinoxe, Les Six Brumes, no 005, 2004) 
  - repris dans Épitaphes: La fin d'Innstown et de Silent Valley (éditions Les Z'ailées, 2008)
  - repris dans Épitaphes: 6 histoires à faire frémir (éditions Les Z'ailées, coll. Z'ados, 2008)
- Cinquante cents (La Petite Bibliothèque Bleue no 4, 2005)
- Huit comme le temps qui file (Brins d'éternité Hors série no 1, 2005) 
  - repris dans Épitaphes: La fin d'Innstown et de Silent Valley (éditions Les Z'ailées, 2008)
- Les cornes en moins (Brins d'éternité no 6, 2005) 
  - repris dans Épitaphes: La fin d'Innstown et de Silent Valley (éditions Les Z'ailées, 2008)
  - repris dans Épitaphes: 6 histoires à faire frémir (éditions Les Z'ailées, coll. Z'ados, 2008)
- Sans titre (La Petite Bibliothèque Bleue no 5, 2005)
- Cette porte  (La Petite Bibliothèque Bleue no.6, 2006)
- Abttr (Nocturne no.3, 2006)
- Déconte (Bilboquet avril 2006)
- Fragments (Brins d'éternité no 13, 2006) 
  - repris dans Épitaphes: La fin d'Innstown et de Silent Valley (éditions Les Z'ailées, 2008)
  - repris dans Épitaphes: 6 histoires à faire frémir (éditions Les Z'ailées, coll. Z'ados, 2008)
- Saison de lilas (Brins d'éternité no 15, 2007)
  - repris dans Épitaphes: La fin d'Innstown et de Silent Valley (éditions Les Z'ailées, 2008)
  - repris dans Épitaphes: 6 histoires à faire frémir (éditions Les Z'ailées, coll. Z'ados, 2008)
- Elle sous la pluie (Horrifique no 56, 2007)
  - repris dans Épitaphes: La fin d'Innstown et de Silent Valley (éditions Les Z'ailées, 2008)
  - repris dans Épitaphes: 6 histoires à faire frémir (éditions Les Z'ailées, coll. Z'ados, 2008)
- Derrière le chalet (La Petite Bibliothèque Bleue no.7, 2007)
- Là-bas (Clair-Obscur no.1, 2007)
- L'horreur de la rue Hanson (Clair-Obscur no.2, 2007)
- Dellamorte (Revue Solaris # 166, 2008)
- Programme double (Clair-Obscur no.3, 2008)
- Deux Solitudes (Silencieuses, éditions Les Six Brumes, 2008)
- Là où meurent les rails (Silencieuses, éditions Les Six Brumes, 2008)
- En silence (Silencieuses, éditions Les Six Brumes, 2008)
- Scareman (Silencieuses, éditions Les Six Brumes, 2008)
- Oubliée (Silencieuses, éditions Les Six Brumes, 2008)
- Après les larmes (Silencieuses, éditions Les Six Brumes, 2008)
- Éphémère no 11 (Silencieuses, éditions Les Six Brumes, 2008)
- 13, Chemin de l'Église (Silencieuses, éditions Les Six Brumes, 2008)
- Épitaphe ( Épitaphes: La fin d'Innstown et de Silent Valley, éditions Les Z'ailées, 2008)
  - repris dans Épitaphes: 6 histoires à faire frémir (éditions Les Z'ailées, coll. Z'ados, 2008)
- Le Grand Brûlé (Nocturne no.9, 2008)
- La Malédiction de McNeil (Brins d'Éternité no.21, 2008)
- Pointures (Horrifique 63, 2008)
- Inspire-moi! (Clair-Obscur no.5 (Spécial hommage Senécal), 2009)
- Eux, du crépuscule (Horrifique 66 (Spécial Jonathan Reynolds), 2009)
- Une partie de Monopoly (Horrifique 66 (Spécial Jonathan Reynolds), 2009)
- Alex (Horrifique 66 (Spécial Jonathan Reynolds), 2009)
- Le dernier coup de circuit (Horrifique 66 (Spécial Jonathan Reynolds), 2009)
  - repris sous forme de nouvelle-graphique dans le ComicBook Ça fout la chienne, Cabro Productions, 2020)
- Le chien de McNeil (1994) (Horrifique 66 (Spécial Jonathan Reynolds), 2009)
- Requiem (Station-Fiction no.4, 2009)
- VideoCom(n) (Clair-Obscur no.7 (Spécial Zombies #2), 2009)
- Cendrillon et les sept petits lits (Brins d'éternité no.27, 2010)
  - Repris dans Brins d'éternité : 10 ans d'éternité (anthologie, Les Six Brumes, automne 2014)
- La mort de Vanessa Paradis (Alibis no.38, 2011)
- Jungleries (Nocturne : les charmes de l'effroi no.2, 2011)
- Quand rêve le Murnau (Solaris no.181, 2012)
- À pile ou face dans le gouffre (L'Écrit Primal no.47 : Spécial Asimov, 2012)
- La vallée de porcelaine (Alibis no.47, 2013)
- Je suis fétichiste(s) (Clair Obscur no.11, 2014)
- Pink + Baal (Solaris no.192, 2014)
- Les patins de Cassandra (Alibis no.54, 2015)
- La Reine des échecs (collectif13 Peurs, Bayard Canada, 2015)
- Tes graffitis fanés (anthologie Horrificorama, 2017)
- Ailleurs, un théâtre (Brins d'éternité no.50, 2018)
- Petite Poule Rousse (Solaris no.214, 2020)
- Capitaine Bâbord et la sirène (Solaris no.227, 2023)
- Un jardin lunaire (Solaris no.228, 2023)
- Mimil (Solaris no.231, 2024)
- La tête de la licorne (Le Sabord no.127, 2024)

Prix littéraires
- Récipiendaire du Prix Aurora-Boréal 2014 (Meilleure nouvelle) - La Légende de McNeil
- Récipiendaire du Prix Aurora-Boréal 2021 (Meilleur roman) - Abîmes
- Récipiendaire du Prix Aurora-Boréal 2023 (Meilleur roman) - Cendres d'Innstown